# Mittelmoräne

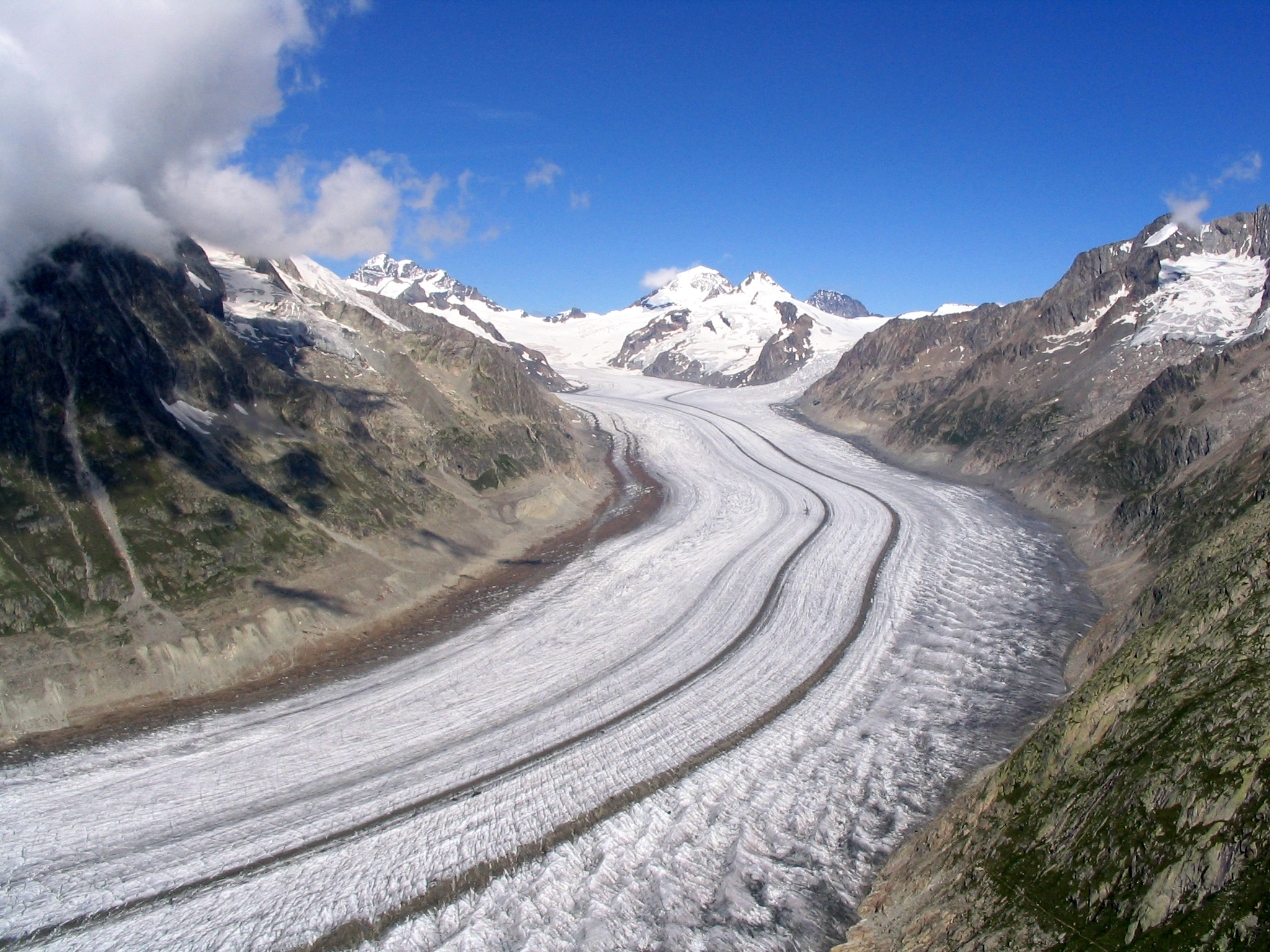
Mittelmoränen beim Großen Aletschgletscher

Als Mittelmoränen bezeichnet man in der Geologie Moränen, die beim Zusammenfluss zweier Gletscher (Konfluenz) entstehen oder entstanden sind. Dabei vereinigen sich die jeweiligen Seitenmoränen zu einer Mittelmoräne. Wenn die ursprünglichen Gletscher gleich groß sind, ist die Mittelmoräne als Geröllband etwa mittig auf dem Gletschereis zu erkennen.
Mittelmoränen werden vom Gletscher getragen und sind daher von ihm abhängig. Mittelmoränen besitzen keinen Tiefgang. Damit sind sie zu unterscheiden von „Ablagerungen zwischen zwei Gletschern“, die sich bilden aus sich überlagernden Seitenmoränen beziehungsweise randglazialer Sedimente von benachbarten Gletschern mit jeweils eigener Dynamik. Der Schutt der Mittelmoräne auf dem Gletscher wird während des Transports und nach der Ablagerung als Obermoräne bezeichnet.